# جنگ دانمارک و سوئد (۱۶۵۷–۱۶۵۸)
جنگ دانمارک و سوئد (۱۶۵۷-۱۶۵۸) بخشی از دومین جنگ شمالی بود که میان سوئد و دانمارک درگرفت. کارل دهم سوئد و نیروهایش در ۱۶۵۷ به لهستان حمله کردند. فردریک سوم دانمارک موقعیت را مناسب دید تا مناطقی را که در ۱۶۴۵ به سوئد وگذار کرده بود(یمتلاند،هریدالن و گوتلاند)، بار دیگر متصرف شود ؛ بنابراین، به سوئد حمله کرد. این حمله سبب عقب نشینی کارل دهم از لهستان و لشکرکشی او به دانمارک شد.
زمستان سخت، ناوگان دانمارک را مجبور کرد که در بنادر باقی بماند. هم زمان، در ۳۰ ژانویه ۱۶۵۸، سوئدی‌ها از جنوب وارد یوتلاند شده و در عرض چند روز، جزیره فونن را اشغال کردند. آن گاه به سوی شیلند پیشروی کرده و به کپنهاگن، پایتخت دانمارک، رسیدند. حمله سریع سوئدی‌ها کاملاً غیرمنتظره بود؛ در نتیجه، فردریک سوم به صلح رضایت داد و در ۲۶ فوریه ۱۶۵۸ میلادی، پیمان روسکیلد را امضا نمود.
این جنگ پیروزی بزرگی برای سوئد به ارمغان آورد؛ دانمارک اسکونه،هاللاند،بلکینگه و جزیره برنهلم را به سوئد واگذار نمود.